# 豊川稲荷東京別院

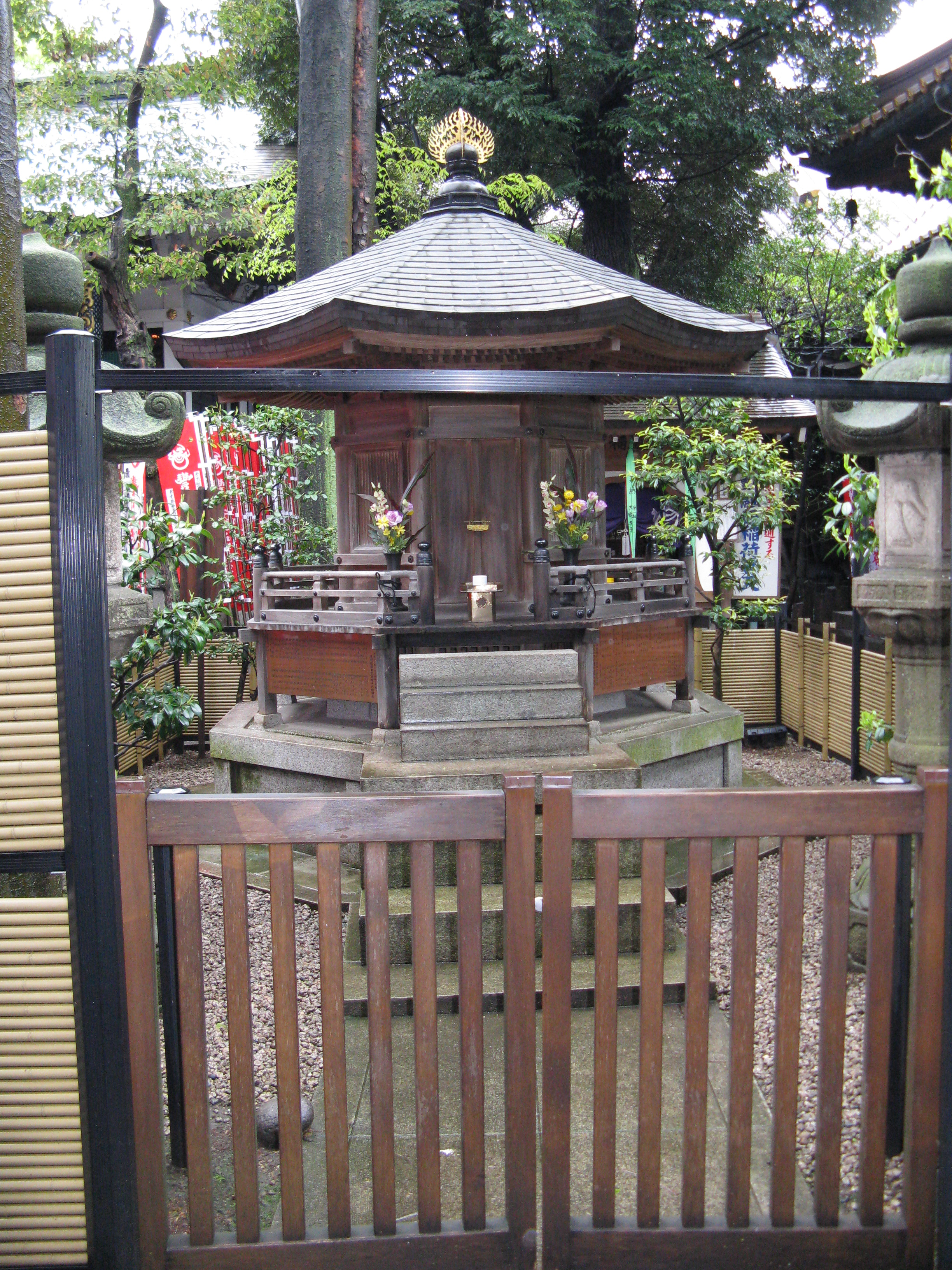
大岡廟（菩提寺の浄見寺から勧請された越前守の位牌を安置する）

豊川稲荷東京別院（とよかわいなりとうきょうべついん）は、東京都港区元赤坂にある曹洞宗の寺院である。豊川稲荷 妙厳寺（愛知県豊川市）の、唯一の直轄別院（飛び地境内）である。

## 沿革
大岡越前守忠相が豊川稲荷から吒枳尼天（だきにてん）を勧請し、屋敷稲荷として自邸で祀ったのを由来とする。
大岡家では、三河時代より豊川稲荷を信仰していたといい、越前守の時に、江戸の下屋敷に吒枳尼天を勧請して祀ったといわれる。その後、大岡家の下屋敷が赤坂一ツ木に移転となり、豊川稲荷も引き続き移転先の屋敷で祀られた。

### 創建
江戸では稲荷信仰が盛んであったため、大岡邸では毎月「午の日」と22日には門を開けて、一般庶民の稲荷への参拝を許していたという。
その後、文政11年（1828年）、信徒の要望により、妙厳寺が一ツ木の大岡邸の敷地の内、4分の1（約250坪）を借り受け、豊川稲荷の江戸参詣所を建立したのが、東京別院の創建とされる。江戸参詣所が設けられたことにより、一般信徒も参拝が毎日できるようになり、今までの大岡邸の屋敷稲荷は「奥の院」とされた。
明治9年（1876年）、東京府は、私有地で祀られる社堂への、無許可での一般参拝を禁止する布達を出した。これにより東京参詣所も一般参拝ができなくなり、大岡邸の吒枳尼天の分霊は、豊川の妙厳寺本院へ還された。2年後、府から許可が下り、一般参拝が再開された。
明治20年（1887年）、大岡邸の一角では手狭になり、堂宇の新・増築も困難であることなどから、現在地（元赤坂一丁目）に移転した。

### 信仰
大岡越前守は、江戸南町奉行としての活躍や、旗本から大名へ取り立てられたことでも知られる。それにあやかり江戸の豊川稲荷も、立身出世や盗難避け、失し物・失踪人などの効験で評判となる。川柳にも「石川は 盗み 豊川 盗ませず」と詠まれた。
また明治以降の赤坂は、料亭や芸者などが集まる花柳界が発展し、芸道を生業とする人々からの信仰も増えた。

現在も、ジャニーズ事務所所属タレントをはじめ、著名な芸能人、スポーツ関係者からの信仰を集めていることでも知られる。

## 年中行事等
初詣
大晦日は終日開門となり、日付が変わる時報を合図に、本殿では新年の御祈祷を開始し、元日はそのまま夕刻まで御祈祷を受け付ける。
二日と三日も早朝より御祈祷が随時続修される。
節分会追儺式
2月3日、昼過ぎより各界有名人やタレントが多数参加し、豊川稲荷会館バルコニーから豆が撒かれる。
初午祭
2月初午日、大祭と同じく、御祈祷が時間制ではなく随時続修になる。
大祭
正月と5月と9月の22日に行われる。
御祈祷が時間制ではなく随時続修になり、雨天の場合を除き、野点での抹茶の接待も行われる。また、かっぽれ等の奉納演芸もある。
交通安全祈願祭
6月22日に行われる。
御祈祷が随時続修になる他、交通遺児募金の浄財を集める托鉢僧が境内に立つ。
おこもり会
豊川本山の秋季大祭(11月22日。但し現在は秋季大祭が11月第三土日に日程変更されたので別日となった）の晩、別院本殿では「おこもり会」が催される。かつて交通手段が不便だった折、豊川へ行けない信徒のために明治頃から始まったといわれる。
別院独自の御文を唱和した後に御祈祷を受け、肩などに理趣分を頂戴する。

## 境内

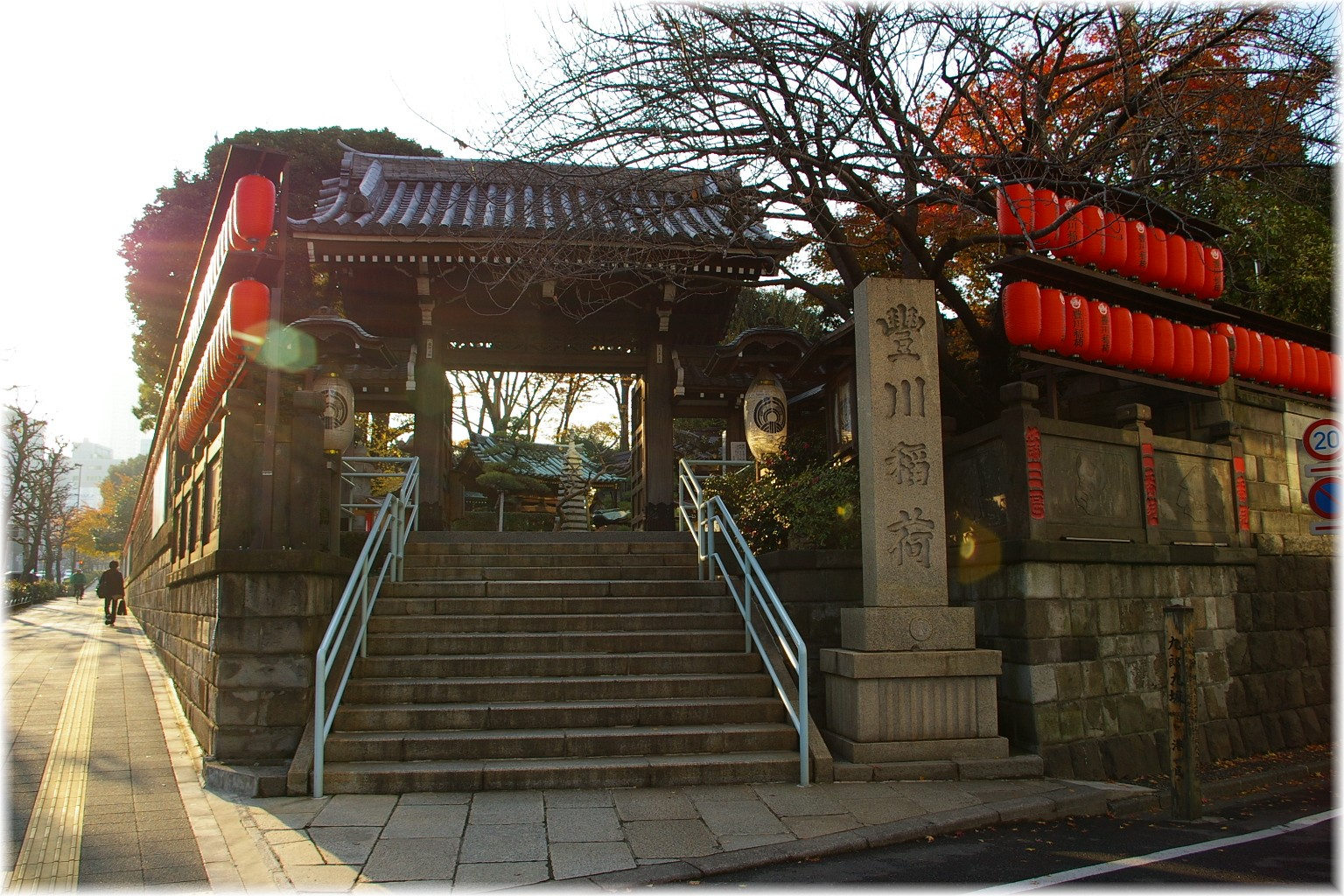
山門

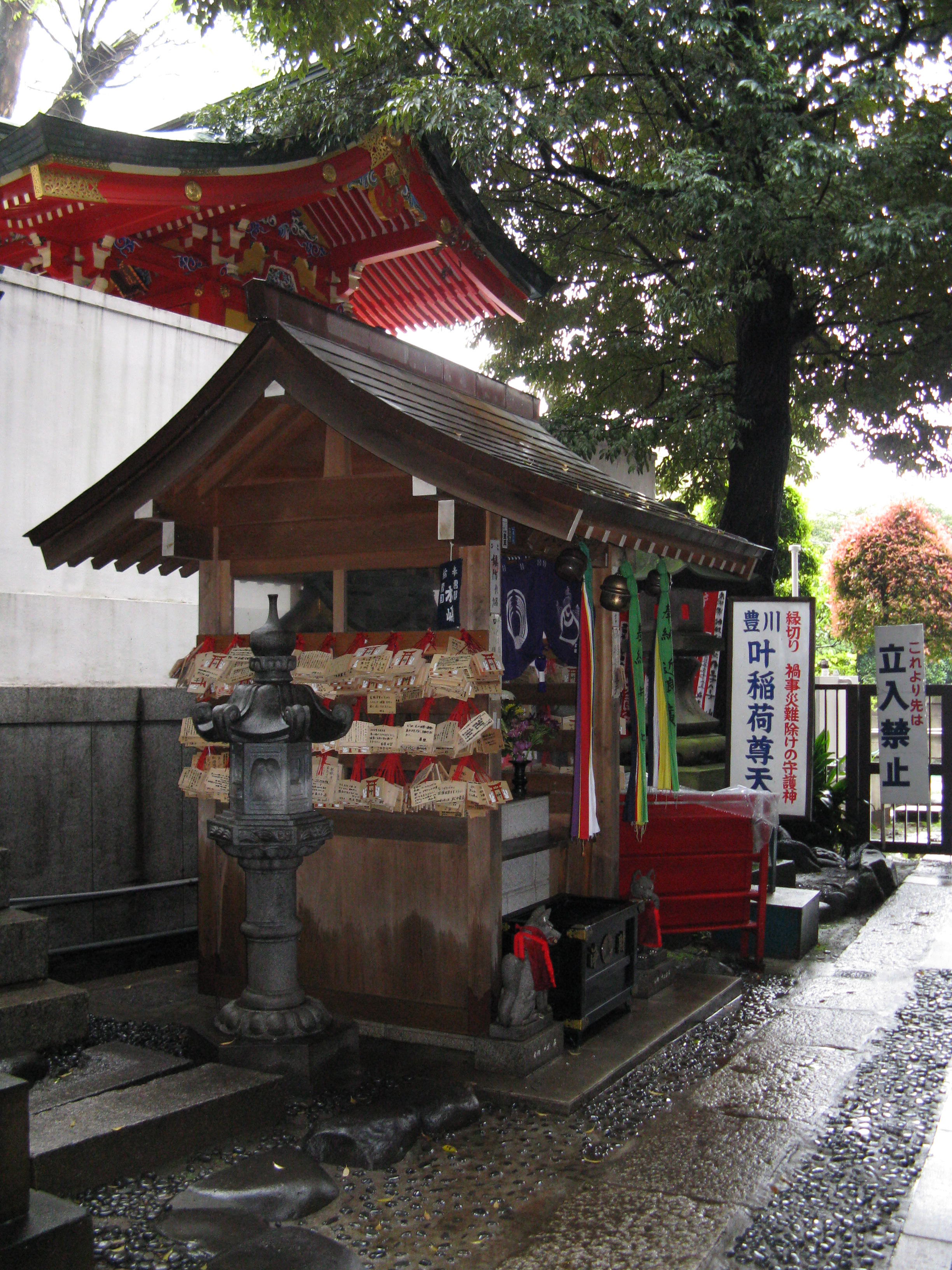
叶稲荷

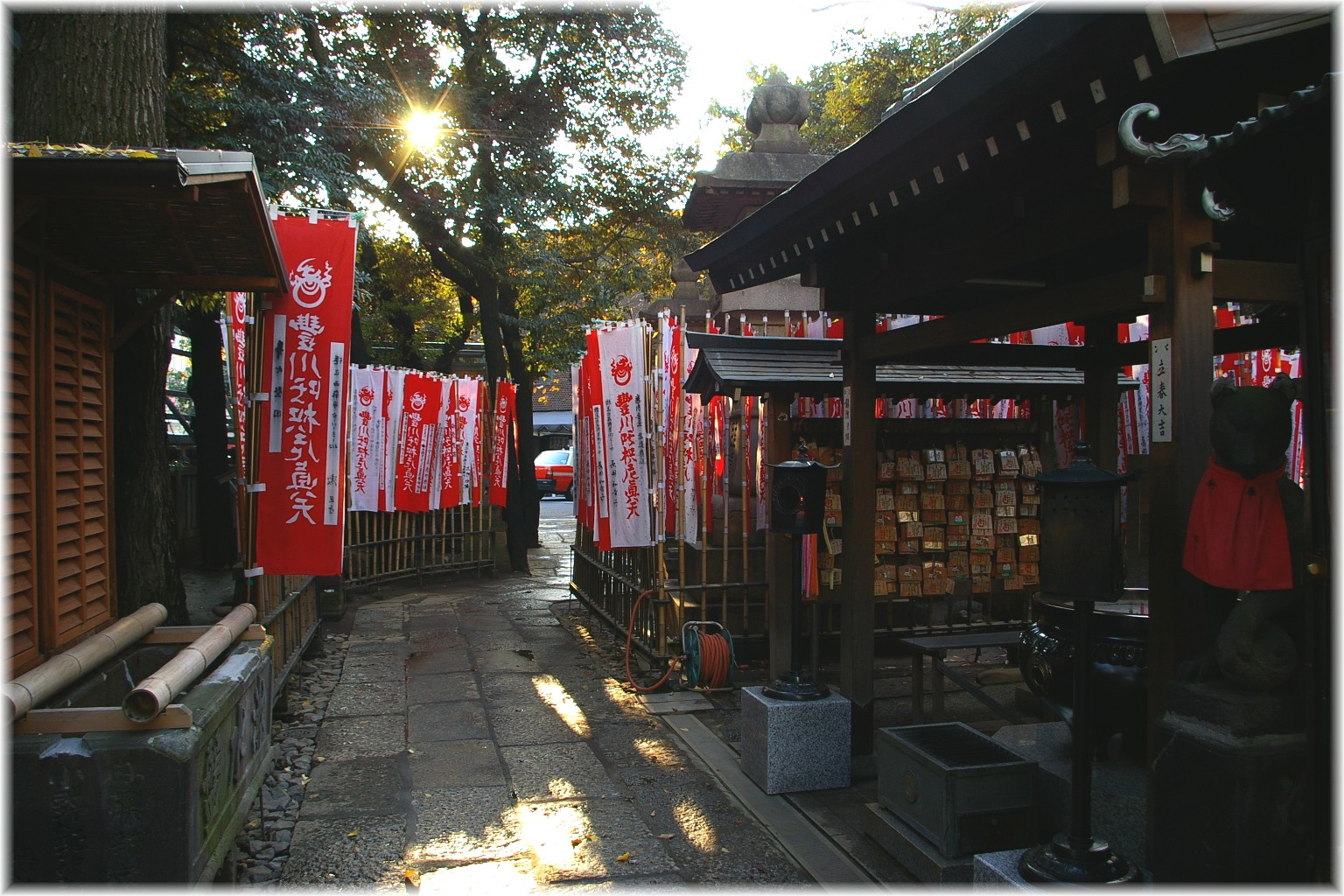
境内　（三神殿舎前）
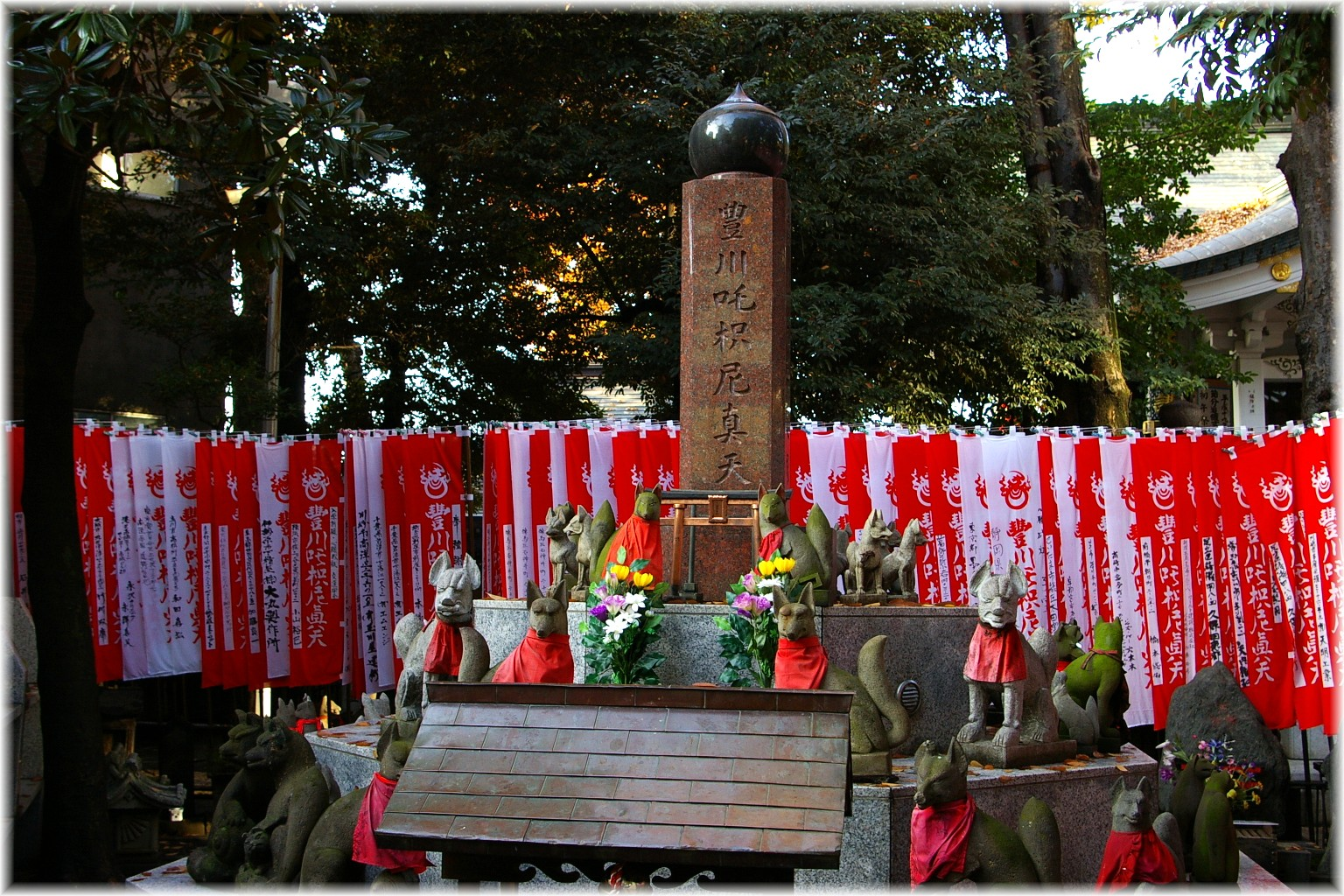
霊狐塚
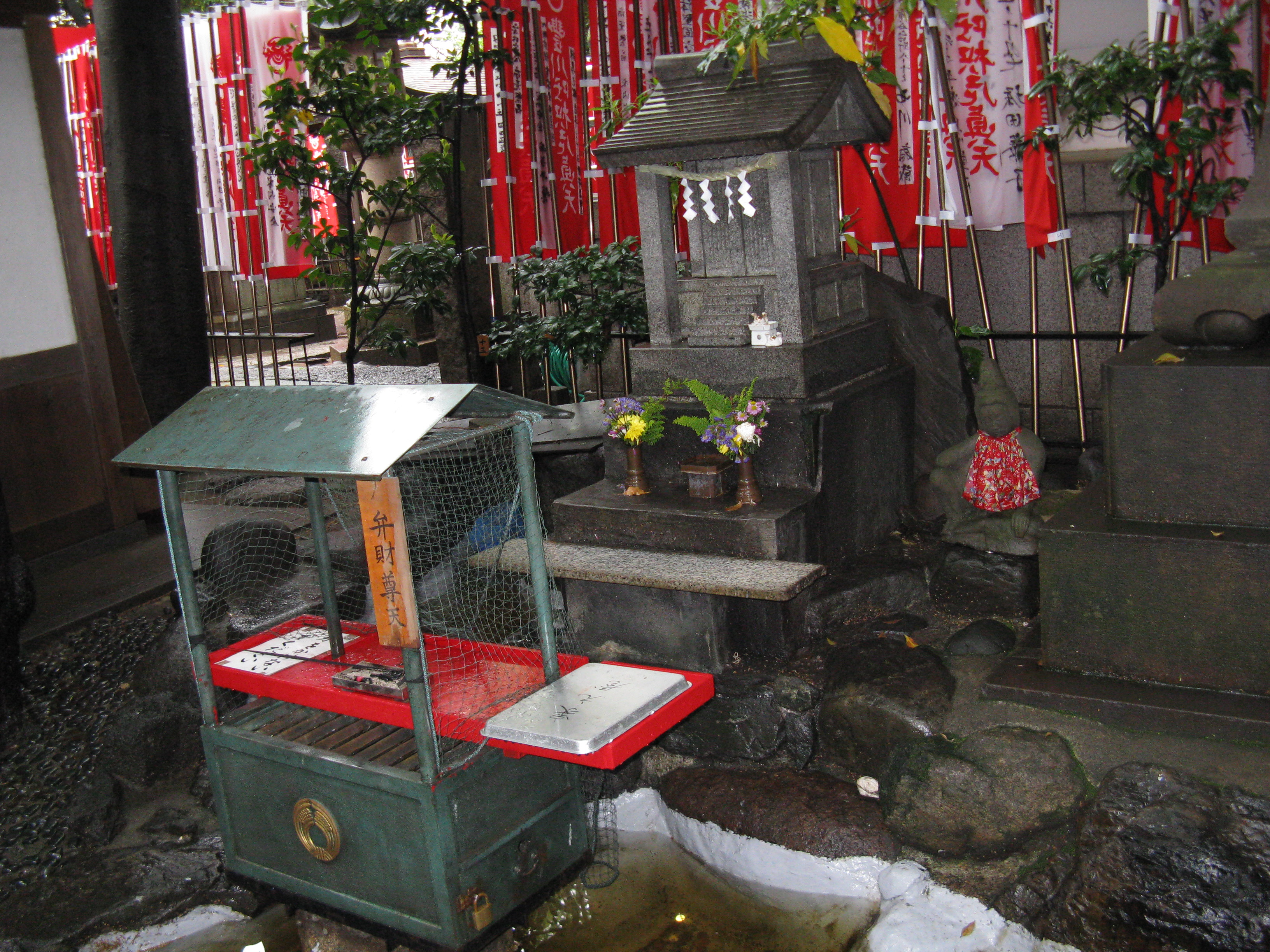
銭洗い弁財天
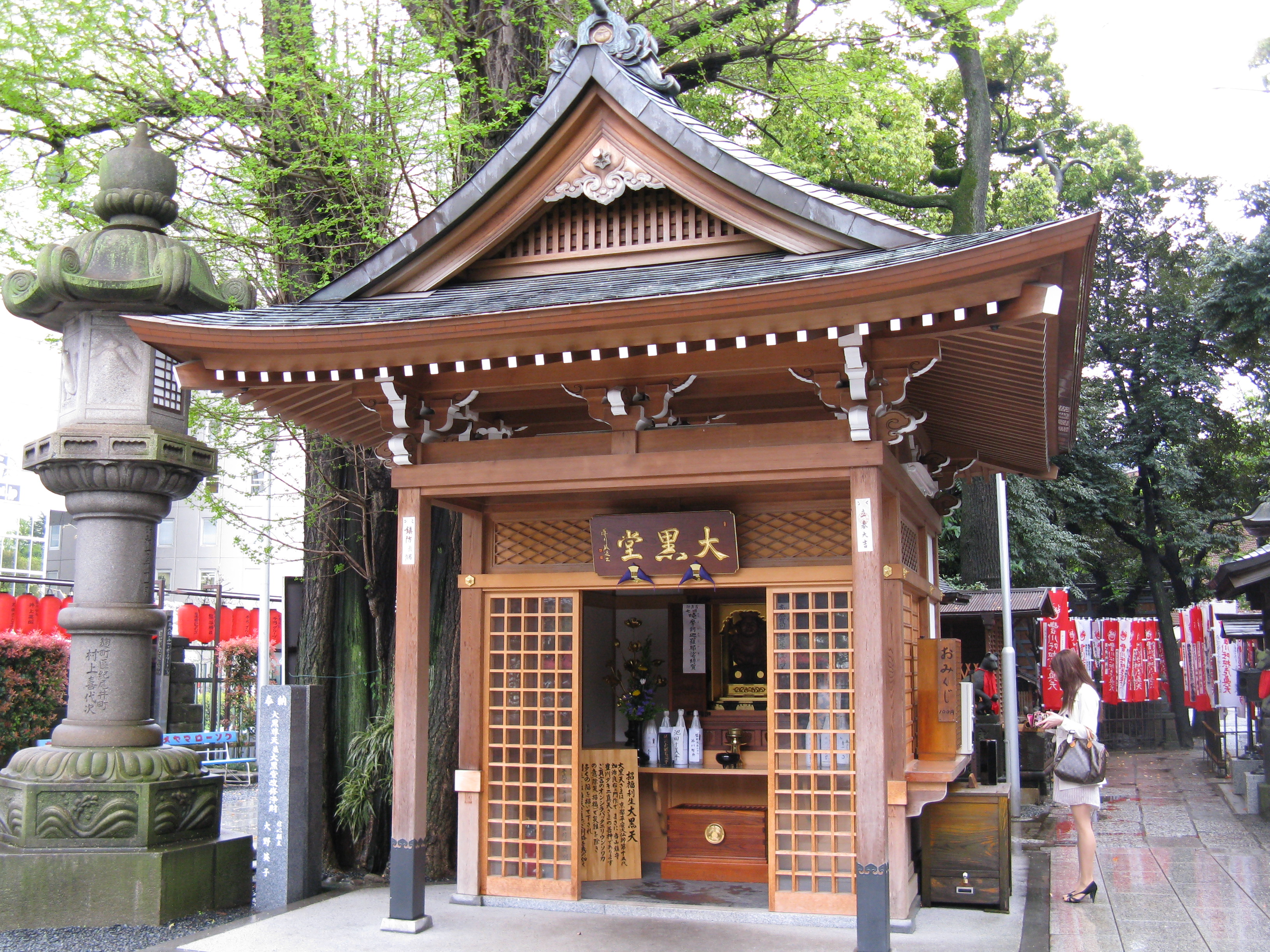
大黒堂

一歩足を踏み入れると都会の喧騒とは隔絶した世界が開ける。
本殿
東京別院の本尊である吒枳尼真天の他、十六善神、愛染明王などが祀られる。
お札やお守りなどの授与所も併設されている。元々は瓦葺きであったが、21世紀になってから銅瓦に改修された。
奥の院
本殿に並立して建つ鉄筋コンクリート造りの堂宇で白い拝殿と黄色に朱の本殿がある。
こちらにも吒枳尼真天が祀られている。参道の鳥居は1995年頃から10年間ほどは無い状態であったが、現在は再建された。
境内社
「叶稲荷」は縁切り専門の稲荷。「融通稲荷」では10円の融通金を自由に持って返ることができ、1年後（または願が適った時）に利子を付けて返納する。小規模ながら「銭洗い弁財天」も祀られる。銭を洗うと数倍になって返ってくるといわれる。「大黒堂」は既に幕末に建てられていたが、長い間、本殿内で大黒天を祀る状態が続き、2007年頃に再建された。
法輪閣
稲荷会館（信徒会館）の2階は「法輪閣」といわれ、釈迦如来が祀られる。東京別院の本堂にあたるのがここである。一般の法要の他に、「読誦会」「写経会」などの講習会が行われる。
お茶屋と文化会館、占い鑑定所
茶店が境内に3軒あり、うどん等を食べられる他、境内各所へのお供え物の紅白餅と油揚げ、1合瓶入りの日本酒の3点セットも販売している。その隣には占い師が常駐しており、各種占いでの鑑定を受けられる。
2階と3階は習い事などの文化教室に貸し出されている。
- 境内　（三神殿舎前）
- 霊狐塚
- 銭洗い弁財天
- 大黒堂

## その他の豊川稲荷
大岡稲荷社 （愛知県岡崎市大平町西上野95-2　西大平藩陣屋跡内）
越前守は、寛延元年（1748年）、三河に領地を加増され1万石の大名（西大平藩）となったが、岡崎に設けられた同藩の陣屋（藩庁）でも、豊川稲荷が鎮守として祀られた。近年まで、長らく同市の世尊寺境内に移っていたが、大岡家が陣屋跡地を市に寄贈し、陣屋公園として整備されたのに伴い、再び陣屋の地に戻った。
豊川稲荷神社 （東京都文京区目白台1-1　伝・越前守屋敷跡）
元の町名は高田豊川町。地元の伝承では、この神社のある場所に大岡越前守の下屋敷があったと伝えられる。境内の石碑には延享2年（1745年）の文字が刻まれる。

## アクセス
- 東京メトロ銀座線・丸ノ内線 赤坂見附駅より徒歩で約5分。